# Trachypithecus selangorensis
El langur plateado de Selangor (Trachypithecus selangorensis) es una especie de primate catarrino de la familia Cercopithecidae. Se encuentra en la costa oeste de la península de Malaca. T. selangorensis se distribuye a lo largo de la costa oeste de Malasia, en los estados de Johor, Negeri Sembilan, Selangor, Perak y Kedah.
Hasta el 2013 estaba considerada como una subespecie de T. cristatus. Se considera una especie casi amenazada.

## Descripción
El langur plateado de Selangor tiene un cuerpo gris oscuro uniforme. La piel de la cara, las bandas y los pies es negra. En los ojos en el rostro no existen anillos claros. Los bigotes son grises, largos y rectos. El espécimen tipo tenía una longitud cabeza-cuerpo de 506 mm, una longitud de la cola de 704 mm, una longitud del pie de 172 mm y una longitud de la oreja de 32 mm.

## Taxonomía
La especie fue descrita por primera vez como Trachypithecus cristatus subsp. selangorensis, una subespecie de Trachypithecus cristatus por Christian Roos, Tilo Nadler y Lutz Walter. La descripción fue publicada en Molecular Phylogenetics and Evolution 47 (2): 629–636 en 2008. Fue luego elevada al rango de especie en 2013. La especie está clasificada dentro del grupo cristatus del género Trachypithecus.
Etimología
Trachypithecus: nombre genérico que deriva de dos palabras del griego: «τραχύς» , trachýs que significa 'áspero' y «πίθηκος» pithekos, que significa 'mono'.
selangorensis: epíteto otorgado por Roos, Nadler y Lutz en base a la localidad tipo: el distrito de Kuala Selangor en el estado de Selangor, al oeste de Malasia.
Sinonimia
- Trachypithecus cristatus subsp. selangorensis

## Estado de conservación
Su estado de conservación aún no ha sido evaluado específicamente como especie. No obstante, se considera casi amenazada ya que hasta el 2013 estaba considerada como una subespecie de Trachypithecus cristatus en la Lista Roja de la UICN, lo que significa que el número real de población tal vez sea menor ya que en la evaluación del 2008 se tuvieron en cuenta dos subespecies (ahora dos especies).